# Reilly Smith
Reilly Liam Sheeran Smith, född 1 april 1991, är en kanadensisk professionell ishockeyspelare som spelar för Vegas Golden Knights i NHL. Han har tidigare spelat för Boston Bruins, Dallas Stars och Florida Panthers i NHL, Texas Stars i AHL och Miami Redhawks i NCAA.
Smith draftades i tredje rundan i 2009 års draft av Dallas Stars som 69:e spelare totalt.
Den 4 juli 2013 offentliggjordes det att Boston Bruins och Dallas Stars hade bytt spelare med varandra. Bruins skickade iväg Tyler Seguin, Rich Peverley och Ryan Button till Stars, i utbyte mot Loui Eriksson, Matt Fraser, Smith och Joe Morrow.
1 juli 2015 tradades han till Florida Panthers i utbyte mot Jimmy Hayes och att Florida tog över Marc Savards kontrakt.
Han är yngre bror till ishockeybacken Brendan Smith som spelar för New York Rangers i NHL.
21 juni 2017 tradades han igen, den här gången till nystartade Vegas Golden Knights.

## Statistik
| 2006–2007   | Toronto Nationals     | GTHL        | 70  | 80  | 77  | 157 | 56  | —  | —  | —  | —  | —  |
| 2007–2008   | St. Michael's Buzzers | OPJHL       | 13  | 2   | 7   | 9   | 22  | 1  | 0  | 0  | 0  | 2  |
| 2008–2009   | St. Michael's Buzzers | OJHL        | 49  | 27  | 48  | 75  | 44  | 6  | 9  | 6  | 15 | 10 |
| 2009–2010   | Miami Redhawks        | NCAA        | 44  | 8   | 12  | 20  | 24  | —  | —  | —  | —  | —  |
| 2010–2011   | Miami Redhawks        | NCAA        | 38  | 28  | 26  | 54  | 18  | —  | —  | —  | —  | —  |
| 2011–2012   | Dallas Stars          | NHL         | 3   | 0   | 0   | 0   | 2   | —  | —  | —  | —  | —  |
|             | Miami Redhawks        | NCAA        | 39  | 30  | 18  | 48  | 22  | —  | —  | —  | —  | —  |
| 2012–2013   | Dallas Stars          | NHL         | 37  | 3   | 6   | 9   | 8   | —  | —  | —  | —  | —  |
|             | Texas Stars           | AHL         | 45  | 14  | 21  | 35  | 20  | 7  | 0  | 4  | 4  | 0  |
| 2013–2014   | Boston Bruins         | NHL         | 82  | 20  | 31  | 51  | 14  | 12 | 4  | 1  | 5  | 0  |
| 2014–2015   | Boston Bruins         | NHL         | 81  | 13  | 27  | 40  | 20  | —  | —  | —  | —  | —  |
| 2015–2016   | Florida Panthers      | NHL         | 82  | 25  | 25  | 50  | 31  | 6  | 4  | 4  | 8  | 0  |
| 2016–2017   | Florida Panthers      | NHL         | 80  | 15  | 22  | 37  | 17  | —  | —  | —  | —  | —  |
| 2017–2018   | Vegas Golden Knights  | NHL         | 67  | 22  | 38  | 60  | 24  | 20 | 5  | 17 | 22 | 10 |
| 2018–2019   | Vegas Golden Knights  | NHL         | 74  | 19  | 34  | 53  | 14  | 7  | 1  | 5  | 6  | 0  |
| NHL totalt  | NHL totalt            | NHL totalt  | 506 | 117 | 183 | 300 | 130 | 45 | 14 | 27 | 41 | 10 |
| NCAA totalt | NCAA totalt           | NCAA totalt | 121 | 66  | 56  | 122 | 64  | —  | —  | —  | —  | —  |